# 螺［3.3］庚烷-2-甲酸
螺[3.3]庚烷-2-甲酸是一种有机化合物，化学式为C8H12O2。它可以以1,1-环丁烷二甲酸二乙酯为原料经多步反应制得。它和氯化亚砜回流反应，可以得到螺[3.3]庚烷-2-甲酰氯。它和红色氧化汞在四氯化碳中和溴反应，可以得到2-溴螺[3.3]庚烷。